# Жіночий чоловік
«Людина жіночої статі», в перекладах іноді як «Жіночий чоловік» (англ. The Female Man) — науково-фантастичний феміністичний роман американської письменниці Джоанни Расс, написаний 1970 року, вперше виданий у 1975 році. Класика феміністичної наукової фантастики, що підважує гендерні ролі та досліджує нерівність жінок і чоловіків. Розділений на 9 розділів з 5-18 підрозділів, довжина яких від фрагмента речення до кількох сторінок, роман описує чотирьох героїнь — Джоанну, Джаннін, Джанет та Джаель з однаковим генотипом та виглядом, але різною генеалогією й історіями.

## Основна тема й образи
Авторка роману наголошує, що риси, які вважаються чоловічими у нашому всесвіті, є результатом виховання, а не природи.
На противагу андроцентричним традиціям літератури, протагоністки та інші жінки описані детально і різнопланово, а чоловіки представляють безіменну групу. Расс приголомшує авдиторію, швидко міняючи точки зору та наративний стиль в описі подій, створюючи невизначеність із частими двозначностями щодо того, хто точно говорить про кого, змішуючи ідентичності головних героїнь. Роман повний гніву, дотепності, сарказму та гумору.

## Сюжет
Чотири жінки з паралельних світів, наділені різними гендерними ролями, зустрічаються та подорожують між всесвітами одна одної:
- Джоанна (Земля) — феміністка і професорка з 1970-х, що називає себе «людиною жіночої статі» — авторка обігрує двозначність слова «Man» як чоловіка і людини. Джоанна бачить характерний світ 70-х свій світ як той, де чоловіки мають права, свободи та повноваження й переважають над жінками, чиї права і свободи обмежені.
- Джанет Евасон Белін (Вайлевей) — посолка з планети Вайлевей, де мешкають лише жінки і дівчата; всі чоловіки були знищені чумою півстоліття тому. Наука та технології просунулися далеко за рамки стандартів Землі, де людство колонізувало інші планети і астероїди по всій галактиці та розвинуло глибоководні лабораторії під поверхнею океану. Це майбутня, але не наша Земля, що існує в одній маленькій точці на нескінченному континуумі імовірності, де є кожна з версій реальності.
- Джаннін Ненсі Дадьє (Земля-2) — 29-річна жінка, що шукає незалежності в епоху нескінченної Великої депресії у світі, де Другої світової війни не сталося і немає жодних значущих феміністичних рухів. Атомна зброя не винайдена, кордони держав зупинилися на 1933 році, зокрема Японія володіє значною частиною Китаю, СРСР не зайняв Прибалтику, Німеччина не обрала Гітлера.
- Еліс Джаель Різонер (Вуменленд) — порівняльна етнологиня і вбивця з всесвіту Вуменленд, де чоловіки та жінки протягом 40 років ведуть війну, тимчасово припинену в час подій роману. Жінки мешкають у підземних містах, вони винайшли засіб подорожі у часі та водночас експериментують із застосуванням чуми.

Джоанна, яка мешкає на Мангеттені, 1969 року дізнається, що Землю відвідала представниця планети, де мешкають лише жінки. Вона йде у коктейль-бар, де дивиться відкрите інтерв'ю з Джанет Евасон Белін, посланицею планети Вайлевей. Потім Джоанна і Джанет розмовляють, коли бачать молоду жінку в застарілому одязі. Це Джаннін із 1920-х, що працює в бібліотеці Нью-Йорку. Але Жаннет не має уявлення як тут опинилася.
Протягом наступного місяця Джоанна і Джанет спілкуються між собою. Джанет розповідає про свою планету, населену жінками. Час від часу з невідкілля з'являється й щезає Джаннін. Зрештою одного разу три жінки вирушають на прогулянку на лімузині уздовж Бродвею.
Надалі Джоанна і Джанет мешкають у готелі, де перша намагається навчити другу бути жінкою. Своєю чергою Джанет намагається зрозуміти гендерні ролі всесвіту Землі. Час від часу в готельному номері з'являється Джаннін. Під час вечірки на Ріверсайд-драйв Джанет і Джоанна потрапляють до товариства чоловіків, які негативно висловлюються про феміністичний рух та презирливо ставляться до жіночої фаховості взагалі. Джоанна і Джанет вирішують піти з вечірки. Тоді на Джанет нападає один з чоловіків, якого вона вбиває.
Джоанна і Джанет переїжджають до міста Анітаун, де Джанет відвідує жіночі обіди та шкільні ярмарки, а Джоанна гуляє навколо їх будинку. Знову з'являється Джаннін. У Джанет виникає любовний зв'язок з дівчиною з місцевої родини — Лорою Роуз Вайлінг. За цим Джоанна, Джанет і Джаннін почергово подорожують до всесвітів Джанет і Джаннін. У світі Джанет знайомляться з її дружиною Вікторією. У світі Джаннін мати вмовляє її зрештою обрати собі чоловіка, Джаннін зупиняється на хлопцеві Келі.
Раптом вони опиняються в місці, якого раніше не бачили: ультрасучасній квартирі, яка, здається, виходить на Іст-Ривер. Там їх вітає Джаель, пояснюючи, що стрибки між світами робила вона. У своєму світі ймовірність подорожі є досить новим і коштовним винаходом, але вона намагалася об'єднати всіх чотирьох протягом досить тривалого часу.
У передостанній главі роману Джаель доводить, що чотири головні герої у певному сенсі є однією і особистістю згідно з теорією ймовірності подорожі. Хоча їх вік, імена, особистості та досвід відрізняються, це є наслідком їх різних обставин. Героїні через підземне місто потрапляють до країни чоловіків (Менленд), де Джаель просить їх підтримати її у новій війні з чоловіками.
Роман завершується тим, що чотири героїні сидять в кафе «Шраффтс», де Джаннін погоджується допомогти Джаель, Джанет — відмовляється, а Джоанна — відмовчується. Потім кожна повертається у свій всесвіт.

## Номінації та нагороди
- Номінація 1975 року на премію «Неб'юла» за найкращий роман.
- Ретроспективна нагорода 1996 року Меморіальної премії Джеймса Тіптрі-молодшого.
- 2002 року роман увійшов до Зали слави премії «Гейлектік спектрум».